# CT-31 (Spanje)

De CT-31

De CT-31 of Acceso Oeste a Cartagena is een autovía in Murcia en verbindt Cartagena met de (AP-7). De snelweg is 2 kilometer lang en werd in 2007 afgewerkt.